# هارون فاغنر
هارون فاغنر هو لاعب كرة القدم الكندية كندي، ولد في 5 يوليو 1982 في كرانبروك في كندا.